# Парфёнова, Анастасия Геннадьевна
Парфёнова Анастаси́я Генна́дьевна (11 февраля 1982, Северодвинск) — российская писательница, основные жанры — фэнтези и научная фантастика.

## Биография
Родилась 11 февраля 1982 года и до пятнадцати лет жила в городе Северодвинске (Архангельская область). В 1997 году переехала в Санкт-Петербург, где, окончив школу, поступила в Санкт-Петербургский государственный университет на факультет психологии. Обучение там оказало влияние на её творчество, поскольку и начинались все её книги с обдумывания психологических теорий и спекуляций на темы: «А что было бы, окажись всё немного не так».
Сфера профессиональных интересов: психология экстремальных ситуаций, психология искусства (особенно литературы, танцев и музыки) и кросскультурная антропология. Кроме того, интересуется историей, лингвистикой, поэзией.
Стиль и содержание её романов — сплав на грани фэнтези и фантастики, философии и пародии, психологии и экшэна. Попытка взглянуть на людей со стороны, с точки зрения «других» и «чужих».

### Серии
- «Танцующая с Ауте»
  - «Танцующая с Ауте» (2002)
  - «Расплетающие Сновидения» (2002)
  - «Обрекающие на Жизнь» (2003)

### Отдельные романы
- «Посланник» (2003)
- «Город и ветер» (2004)
- «Ярко-алое» (2011)

### Повести и рассказы
- «Под флагом милорда Кугеля» (2004 — в сборнике «Фэнтези-2004» и сборнике «На перекрёстках фэнтези») — в соавторстве с Алексеем Пеховым.
- «Совёнок» (2004 — в сборнике «На перекрёстках фэнтези»).
- «Пряха» (2005 — в сборнике «Фэнтези-2005») — в соавторстве с Алексеем Пеховым.
- «Слёзы звезд» — в соавторстве с Алексеем Пеховым.
- «Сестра моего брата» (2008 — в сборнике «Городская фэнтези»)
- «Зарисовка о Зимнем»
- «Гастрономическая зарисовка»